# Bembras macrolepis
Bembras macrolepis är en fiskart som beskrevs av Imamura, 1998. Bembras macrolepis ingår i släktet Bembras och familjen Bembridae. Inga underarter finns listade.